# Bythoceratina carmoi
Bythoceratina carmoi is een mosselkreeftjessoort uit de familie van de Bythocytheridae. De wetenschappelijke naam van de soort is voor het eerst geldig gepubliceerd in 2002 door Carlos & Fauth.